# Chiaroscuro

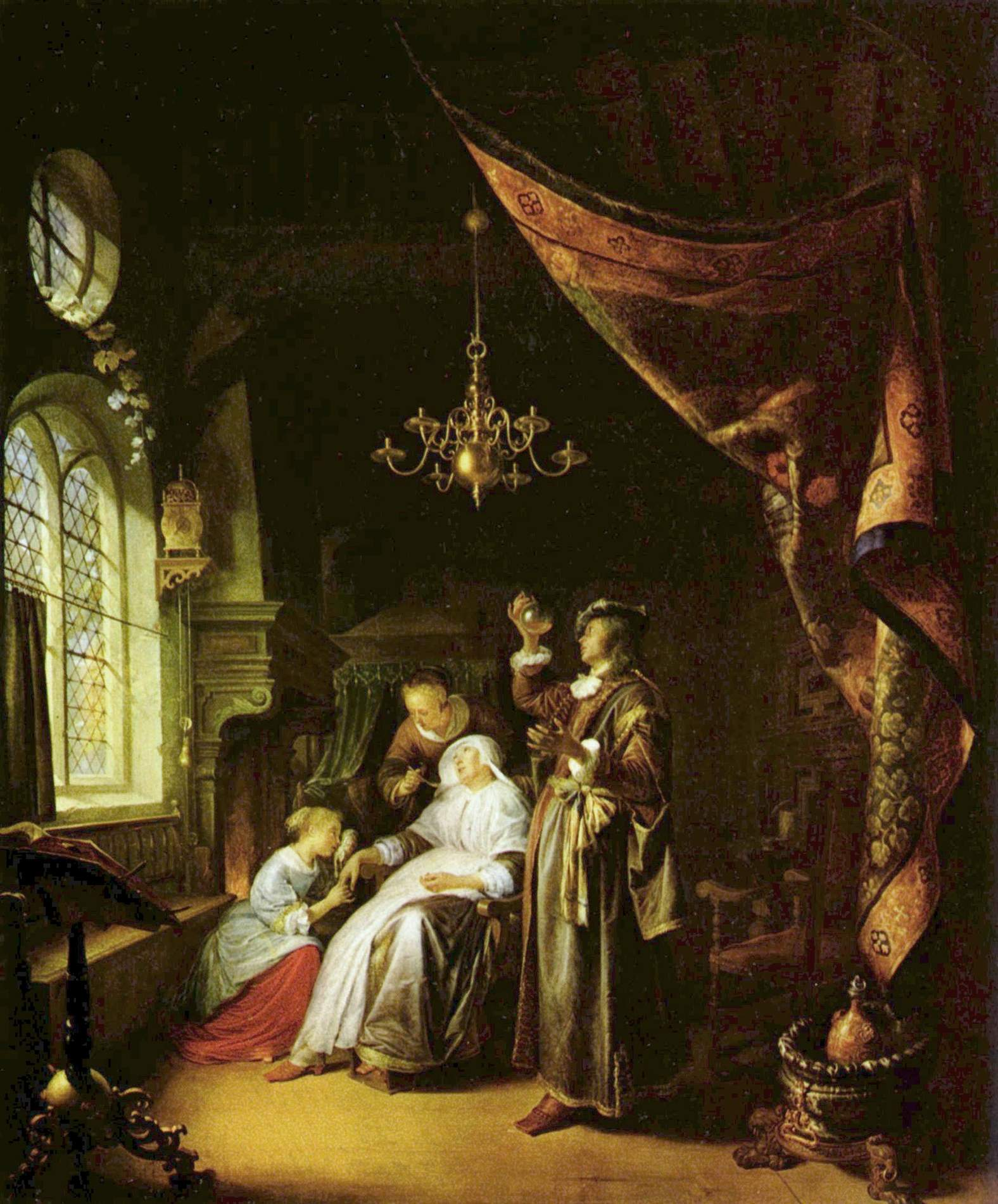
Die Wassersüchtige, Hell-Dunkel-Atmosphäre bei Gerard Dou. Pariser Louvre

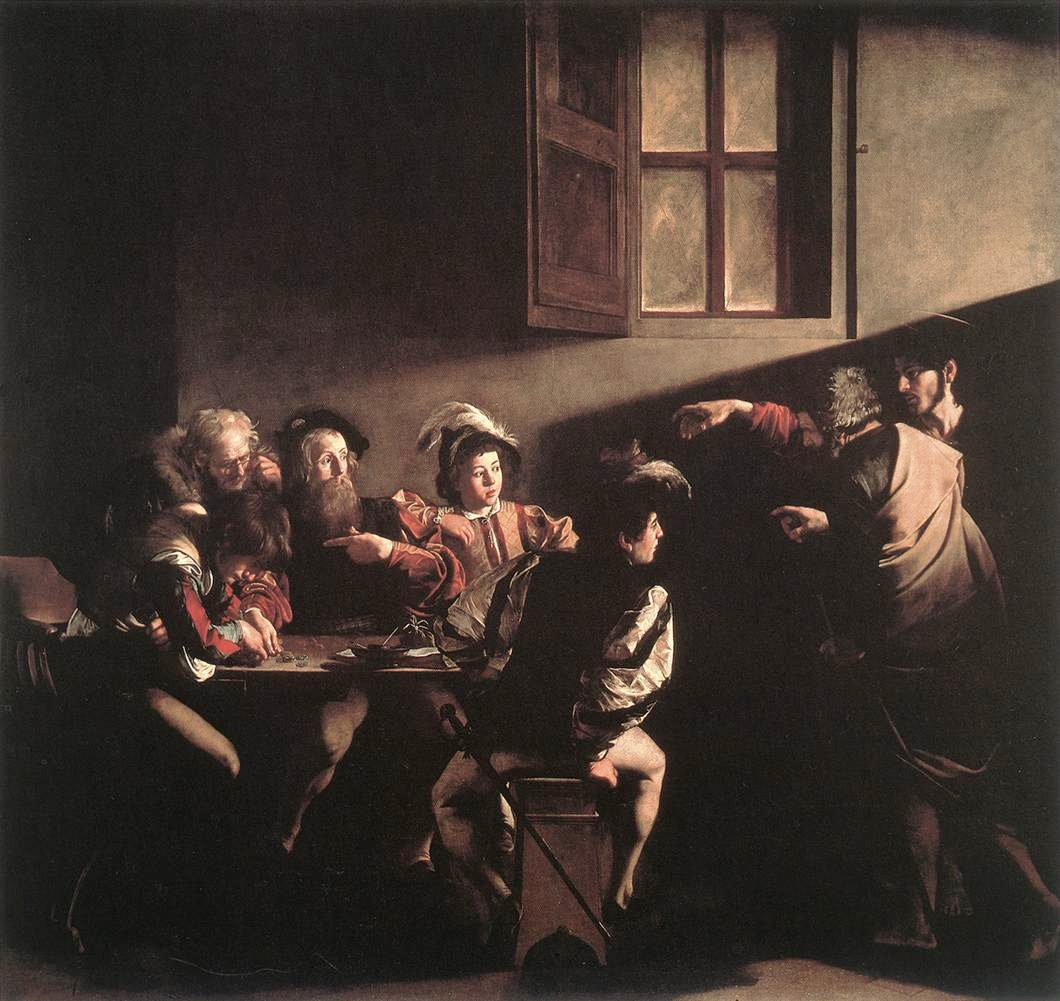
Caravaggio (um 1600): Die Lichtregie schafft einen dramatisierenden Helldunkel-Effekt.

Chiaroscuro (italienisch: „hell-dunkel“), Hell-Dunkel-Malerei, auch franz.: Clair-obscur, bezeichnet ein in der Spätrenaissance und im Barock entwickeltes Gestaltungsmittel der Grafik und Malerei, das sich durch starke Hell-Dunkel-Kontraste auszeichnet und sowohl der Steigerung des Räumlichen als auch der des Ausdrucks dient. Bedeutende Vertreter sind z. B. Caravaggio und Rembrandt van Rijn sowie ihre Nachfolger. Im Gegensatz zum sanften Sfumato Leonardos ging es den Malern des 16. und 17. Jahrhunderts vor allem um den dramatischen Ausdruck, der sich in der Ölmalerei durch ins Licht gerückte Sujets vor dunklem Hintergrund erreichen lässt.

## Verwendungen und Wirkungen

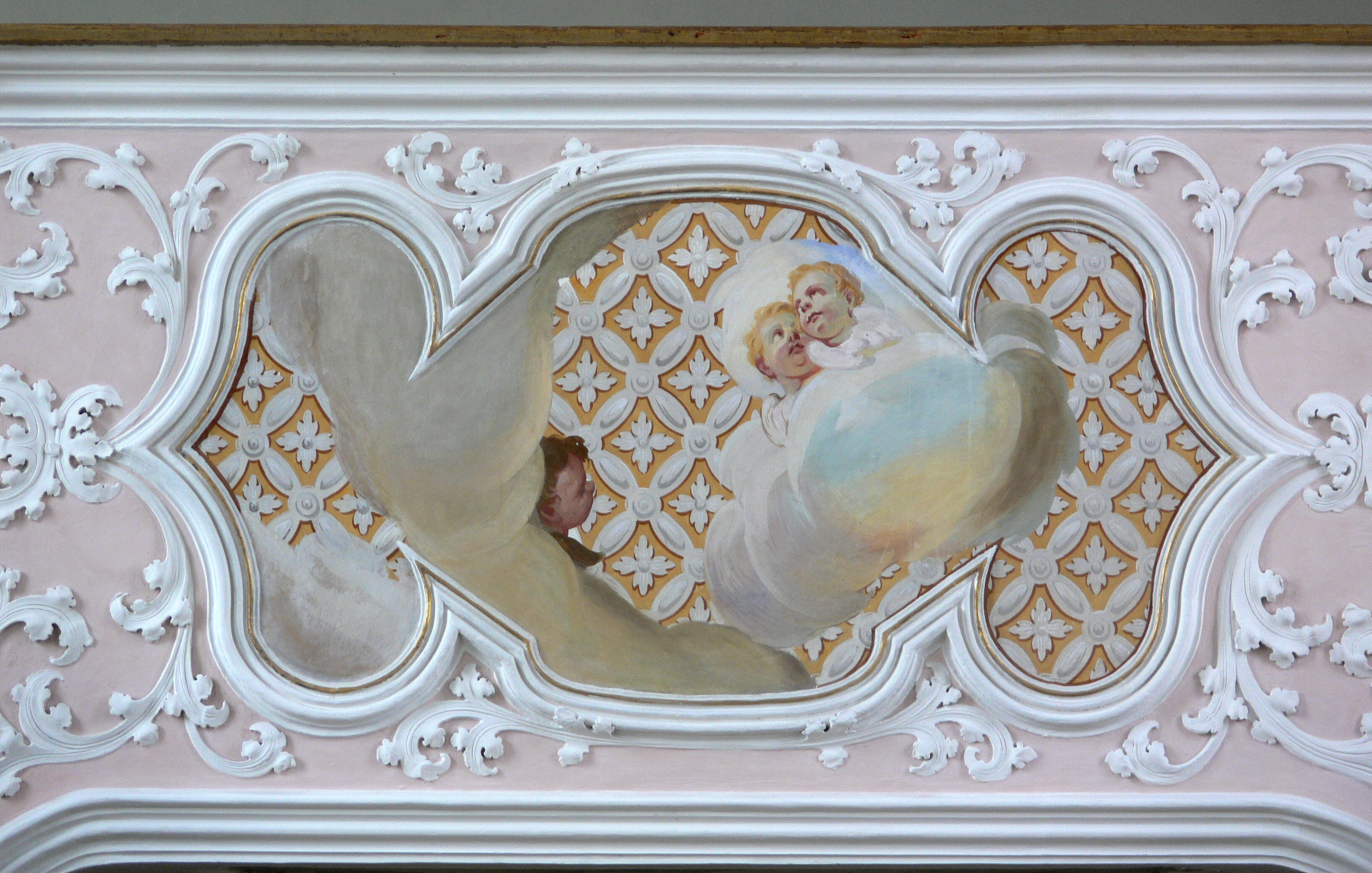
Malerische Verwendung des Chiaroscuro im Rokoko: Das Wölkchen scheint sich durch den Akzent des Schattens aus der Fläche vor die Stuckatur zu erheben

Der Künstler bedient sich der Wirkung von Licht und Schatten, um Körper und Formen deutlicher zu modellieren und in ihrer Räumlichkeit zu betonen, um dramatische Effekte zu steigern oder um eine ausdrucksvolle Stimmung zu erzeugen. Die Nuancen in der Abstufung der Helligkeitswerte reichen von gehöhten Partien bis zu Spitzlichtern und Schlagschatten.

Leonardo da Vinci: Johannes der Täufer, 1513–1516, Paris, Louvre

### Malerei
Einer der ersten Künstler, die sich mit dem Verhältnis von Lichtquelle zu erhelltem Gegenstand und den Bedingungen von Licht und Schatten intensiv auseinandersetzten, war Leonardo da Vinci. Er unterschied zwischen luce (Leuchtlicht) für das anstrahlende und lumen (Körperlicht) für das vom Beleuchteten ausgehende Licht, sowie natürlichem und künstlichem Licht. Über die Effekte von Helldunkel hob Leonardo den unverhüllten Körper wie das Gesicht hervor, während er für die transparente Atmosphäre einen rauchig-nebligen Schleier weichen Lichtes einsetzte und so sfumato verschwimmende Umrisse mit Abstufungen des Hintergrundes bis hin zur Auflösung der Konturen erreichte.
Eine besonders dramatische Form – Tenebrismo genannt – entwickelte Caravaggio kurz vor 1600, der hartes, gerichtetes Licht einsetzte, um die Figuren aus der Umgebung herauszuheben und ihre inneren Spannungen gesteigert zum Ausdruck zu bringen. Rembrandt van Rijn nutzte Helldunkeleffekte in vielen seiner Grafiken und Gemälde, insbesondere auch zur Darstellung seelischer Befindlichkeiten. Georges de la Tour, Peter Paul Rubens, Francisco de Zurbarán und Diego Velázquez waren ebenfalls Meister dieser Technik.

### Grafik und Zeichnung

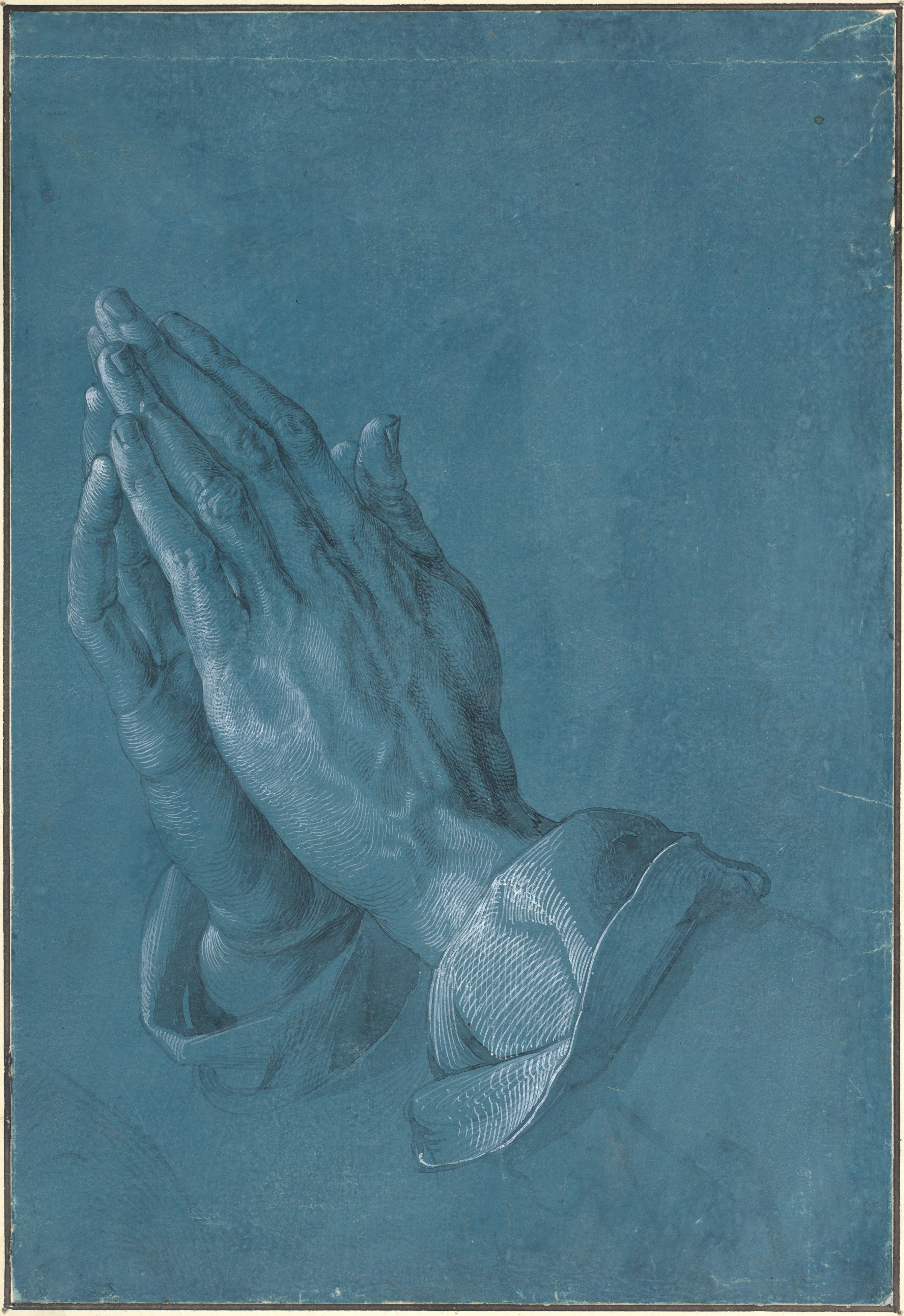
Albrecht Dürer: Betende Hände (1508; Detailstudie für den Heller-Altar)

Chiaroscuro-Zeichnungen sind solche auf farbigem Papier mit einer dunklen Farbe und weißen Hervorhebungen, die die Gegenstände plastisch erscheinen lassen. Bei Holzschnitten bezeichnet man mit Clair-obscur die Methode, Schatteneffekte und damit Plastizität dadurch zu erzeugen, dass unterschiedlich dunkle Partien von unterschiedlichen Holzblöcken gedruckt werden.
Der Clair-obscur-Holzschnitt (Hell-Dunkel-Schnitt) ist eine Variante der Holzschnitt-Technik, die einen malerischen Effekt erzielt, wie er in der Zeichnung angestrebt wird. Ziel des Verfahrens ist dort eine Helldunkelwirkung, die durch Pinsel- oder Federzeichentechnik auf farbigem Fond erreicht werden kann. Solche Zeichnungen sind dadurch gekennzeichnet, dass Schattenpartien getuscht sind und mittels Deckweiß Lichter aufgesetzt sind, wie zum Beispiel in so genannten gehöhten Zeichnungen.
Der Druck erfolgt mittels zwei bis drei verschieden geschnittener Stöcke. Der erste gibt die schwarzlinige Zeichnung wieder, der zweite einen (Helligkeits-)Tonwert. Der dritte Druckstock kann eine dunklere Variante des Tons hinzufügen, die zwischen dem des ersten und zweiten Druckstocks liegt. Die Licht-Wirkung entsteht, indem auf allen Druckstöcken durch Ausschneiden die entsprechenden beleuchteten Stellen frei gelassen sind. An diesen Stellen ist dann das Weiß der Papierfarbe zu sehen.
Der niederländische Holzschneider Jost de Negker gilt als Erfinder dieser Methode, die er im Jahre 1507 erstmals anwandte.

### Film und Photographie

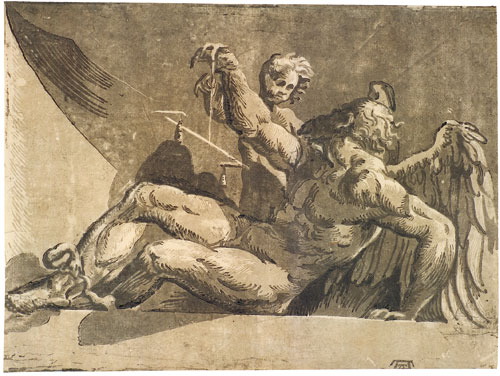
Niccolò Vicentino: Saturn. Clair-obscur-Holzschnitt von vier Druckstöcken in Schwarz und verschiedenen Grautönen (16. Jh.)

Der Begriff Chiaroscuro-Effekt wird auch zur Beschreibung ähnlicher Wirkungen in Film und Photographie verwendet. Für den Film noir gilt der „Chiaroscuro-Effekt“ als charakteristisches Merkmal. Als gestalterisches Mittel für Einzelaufnahmen wird dieser Effekt in der Low-key-Photographie mit Streiflicht und tiefen Schatten eingesetzt und durch eine gezielte Unterbelichtung erreicht.

## Bedeutende Vertreter

### Chiaroscuro (Malerei)
- Leonardo da Vinci (1452–1519)
- Antonio da Correggio (1489–1534)
- Tizian (um 1490–1576)
- Caravaggio (1571–1610)
- Theodoor van Loon (1581/82–1649)
- Simon Vouet (1590–1649)
- Georges de la Tour (1593–1652)
- Artemisia Gentileschi (1593–1654)
- Trophime Bigot (1597–1650)
- Rembrandt (1606–1669)
- Jan Vermeer van Delft (1632–1675)
- Gelder (Schüler Rembrandts) (1645–1727)
- Joseph Wright of Derby (1734–1797)

### Clair-obscur (Holzschnitt)
- Andrea Mantegna (1431–1506)
- Lucas Cranach d. Ä. (1472 (?)–1553)
- Ugo da Carpi (1480–zwischen 1520 und 1532)
- Albrecht Altdorfer (um 1480–1538)
- Hans Baldung Grien (1484 oder 1485–1545)
- Jost de Negker (um 1485–1544)
- Andrea Andreani (um 1540–nach 1610)

### Hell-Dunkel-Zeichnung
- Leonardo da Vinci
- Hans Mair von Landshut
- Hans Holbein der Ältere (um 1465–1524)
- Albrecht Dürer (1471–1528)
- Hans Burgkmair (1473–1531)
- Albrecht Altdorfer
- Niklaus Manuel Deutsch (1484–1530)
- Wolf Huber (um 1485–1553)
- Hans Leu der Jüngere (um 1485/90–1531)